# Helena (Konowałowa)
Helena, imię świeckie Olga Aleksiejewna Konowałowa (ur. 10 lipca 1867 w Moskwie, zm. 5 września 1937 w Małojarosławcu) – rosyjska mniszka prawosławna, przełożona monasterów Narodzenia Matki Bożej w Różanymstoku, a następnie św. Katarzyny w Widnym.

## Życiorys
Ukończyła gimnazjum żeńskie w Petersburgu i kursy przygotowujące do wykonywania zawodu prywatnej nauczycielki. W wieku dwudziestu czterech lat wstąpiła jako posłusznica do monasteru Narodzenia Matki Bożej w Leśnej, następnie złożyła w nim wieczyste śluby mnisze. W klasztorze pełniła obowiązki bibliotekarki, śpiewała w chórze cerkiewnym, opiekowała się pasieką i sadem, kierowała szkołą ikonopisania. W 1901, z rekomendacji przełożonej klasztoru w Leśnej, ihumeni Katarzyny, stanęła na czele nowej żeńskiej wspólnoty mniszej w Krasnymstoku, utworzonej w skasowanym przez władze carskie klasztorze dominikańskim. Otrzymała wówczas godność ihumeni. Pod jej kierunkiem nowy monaster rozwinął działalność oświatową, gospodarczą i dobroczynną. Sama przełożona pracowała w prowadzonych przez wspólnotę szkołach wiejskich. W 1903 staraniem ihumeni Heleny na trasie kolejowej z Petersburga do Warszawy uruchomiony został przystanek w Krasnymstoku, co miało ułatwić pielgrzymom docieranie do monasteru (w czasie największych świąt w klasztorze gromadziło się nawet 15 tys. pątników). W 1907 mniszka otrzymała jedno z najwyższych odznaczeń Rosyjskiego Kościoła Prawosławnego – krzyż z ozdobami.
W 1915 ihumenia Helena udała się na bieżeństwo razem z całą kierowaną przez siebie wspólnotą i do 1921 mieszkała w monasterze św. Katarzyny w Widnym w obwodzie moskiewskim. W 1921 razem z 21 siostrami udała się do Grodna, licząc na możliwość odtworzenia życia monastycznego w Krasnymstoku. Jego obiekty i majątek zostały jednak zwrócone Kościołowi katolickiemu. W Grodnie ihumenia stanęła na czele monasteru Narodzenia Matki Bożej, lecz w związku z jego bardzo trudną sytuacją finansową w 1923 wróciła do Moskwy. Część przybyłych razem z nią mniszek pozostała w Grodnie, część zaś skierowano do męskiego monasteru Zaśnięcia Matki Bożej w Żyrowiczach.
Po powrocie do Rosji ihumenia Helena została przełożoną monasteru św. Katarzyny w Widnym. Pełniła te obowiązki do 1931, gdy władze radzieckie zlikwidowały wspólnotę. Jeszcze w tym samym roku jej przełożona i ostatnie siostry zostały zesłane do Kazachstanu. W 1934, po odbyciu kary zesłania, ihumenia Helena osiadła w Małojarosławcu, gdzie trzy lata później zmarła. W monasterze św. Katarzyny w Widnym funkcjonuje jej nieformalny kult.